# Never Ever (chanson de Ciara)
Pour les articles homonymes, voir Never Ever.
Singles de Ciara
Takin' Back My Love
(2009) Love Sex Magic
(2009)
Singles par Young Jeezy
Who Dat
(2008) Amazing
(2009)
Never Ever est une chanson interprétée par la chanteuse américaine de RnB Ciara, issue de son troisième album studio, intitulé Fantasy Ride. Le titre est sorti en tant que second single de l'album le 3 février 2009. La chanson, en collaboration avec le rappeur américain Young Jeezy, a été produite par Ester Dean, Polow da Don et Blac Elvis.

## Liste des pistes
- CD single aux États-Unis

1. Never Ever (Album version) – 4:32
2. Never Ever (Main) – 4:57
3. Never Ever (Instrumental) – 4:57
4. Never Ever (Acapella) – 4:20

- Téléchargement digital

1. Never Ever – 4:33

## Classement hebdomadaire
| Classement (2007)              | Meilleure position |
| ------------------------------ | ------------------ |
| États-Unis (Hot 100)           | 66                 |
| États-Unis (R&B/Hip-Hop Songs) | 9                  |
| Japon (Hot 100)                | 15                 |
| Suède (Sverigetopplistan)      | 25                 |